# Emilie Gavillet
Emilie Tess Gavillet (* 8. Februar 2000 in Montreux) ist eine Schweizer Fussballspielerin, die seit 2024 für ŽNK Mura in Slowenien spielt.

## Karriere

### Vereine
Über mehrere Schweizer Jugendvereine, beginnend bei dem in ihrem Geburtsort ansässigen FC Montreux-Sports, gelangte sie zur Saison 2016/17 in die U17-Nachwuchsmannschaft des FC Bayern München. Für diese spielte sie in der B-Juniorinnen-Bundesliga und trug zur Meisterschaft bei, auch wenn sie im Final nicht eingesetzt wurde. Zur Saison 2017/18 rückte sie in die zweite Mannschaft auf, die am Ende der Saison den zweiten Platz belegte. Zu einem Pflichtspiel kam sie nicht, gehörte jedoch am 29. Oktober 2017 (5. Spieltag) das erste Mal dem Spieltagskader im Heimspiel beim 6:1-Sieg über Bayer 04 Leverkusen an, wie auch an sieben weiteren Spieltagen (7., 10., 12., 14., 16., 20. und 22).
Mit Abschluss Abitur am Wilhelm-Hausenstein-Gymnasium in München begab sie sich in die Vereinigten Staaten mit dem Ziel eines Studiums an der in Lawrence ansässigen University of Kansas. Während ihrer vierjährigen Studienzeit kam sie in den Spielzeiten 2019 und 2021 für das Sport-Team, die Jayhawks, in zwölf Meisterschaftsspielen in der Big 12 Conference der NCAA Division I zum Einsatz. Im Jahr 2022 wechselte sie an die Colorado State University in Fort Collins. Für das Sport-Team der Bildungseinrichtung, die Rams, bestritt sie 15 Meisterschaftsspiele in der Mountain West Conference.
Nach ihrer Rückkehr aus den Vereinigten Staaten fand sie im italienischen Erstligisten ASD Calcio Pomigliano aus Pomigliano d’Arco ihren neuen Verein. Für diesen bestritt sie sieben Punktspiele in der Haupt- und sechs in der Abstiegsrunde. Ihr Serie-A-Debüt gab sie zum Saisonstart am 16. September 2023 bei der 2:3-Niederlage im Heimspiel gegen den AC Mailand. Mit nur zwei Siegen aus insgesamt 26 Punktspielen stieg ihr Verein in die Serie B ab, wonach sie den Verein verliess.
In die slowenische Stadt Murska Sobota gelangt, spielt sie seit der Saison 2024 für den Ženski nogometni klub Mura in der 1. SŽNL. Ihr Debüt gab sie zum Saisonstart am 25. August 2024 beim 10:0-Sieg im Auswärtsspiel gegen Aluminij, den Verein aus Kidričevo.

### Nationalmannschaft
Gavillet gehörte den Nachwuchsnationalmannschaften des SFV der Altersklassen U17 und U19 an; kam jedoch zu keinem Länderspieleinsatz. Am 18. September 2017 gehörte sie zum Kader der U19-Nationalmannschaft, die das Freundschaftsspiel gegen die U19-Nationalmannschaft Schwedens mit 0:2 verlor.

## Erfolge
- Zweiter 2. Bundesliga 2018 (mit dem FC Bayern München)
- Deutsche B-Juniorinnen-Meister 2017 (mit dem FC Bayern München)